# Grbavče
Grbavče (cyr. Грбавче) – wieś w Serbii, w okręgu niszawskim, w gminie Svrljig. W 2011 roku liczyła 417 mieszkańców.